# Vladimir Milioutine
Pour les articles homonymes, voir Milioutine.
Vladimir Pavlovitch Milioutine (en russe : Владимир Павлович Милютин), né le 5 novembre 1884 dans le gouvernement de Koursk et mort exécuté le 30 octobre 1937 à Moscou, est un militant bolchevik russe.

## Biographie
Vieux bolchévik, Vladimir Milioutine a été huit fois arrêté, cinq fois condamné à la prison et a subi deux déportations sous le régime tsariste.
Entré au comité central du parti bolchévik en 1917, il fut chargé de l'Agriculture dans le premier Conseil des commissaires du peuple constitué au lendemain de la révolution d'octobre. Il démissionna du comité central et du gouvernement en novembre 1917 avec d'autres bolchéviks « conciliateurs » (Zinoviev, Kamenev, Rykov et Noguine) qui estimaient nécessaire de constituer un gouvernement de coalition avec les autres partis socialistes, notamment avec les SR de gauche.
Il exerça par la suite d'autres fonctions dans l'appareil d'État soviétique. Victime des purges de Staline il est arrêté le 26 juillet 1937 et exécuté le 30 octobre 1937. Il sera réhabilité en 1956. Il est inhumé dans la fosse commune du cimetière Donskoï.